# Streethawk: A Seduction
Streethawk: A Seduction è il quarto album in studio del gruppo musicale canadese Destroyer, pubblicato nel 2001.

## Tracce
Testi e musiche di Dan Bejar.
1. Streethawk I – 2:25
2. The Bad Arts – 7:01
3. Beggars Might Ride – 2:45
4. The Sublimation Hour – 4:11
5. English Music – 3:34
6. Virgin with a Memory – 2:40
7. The Very Modern Dance – 3:13
8. The Crossover – 5:03
9. Helena – 3:45
10. Farrar, Straus & Giroux (Sea of Tears) – 3:47
11. Strike – 2:58
12. Streethawk II – 2:29